# Schnabel (Botanik)

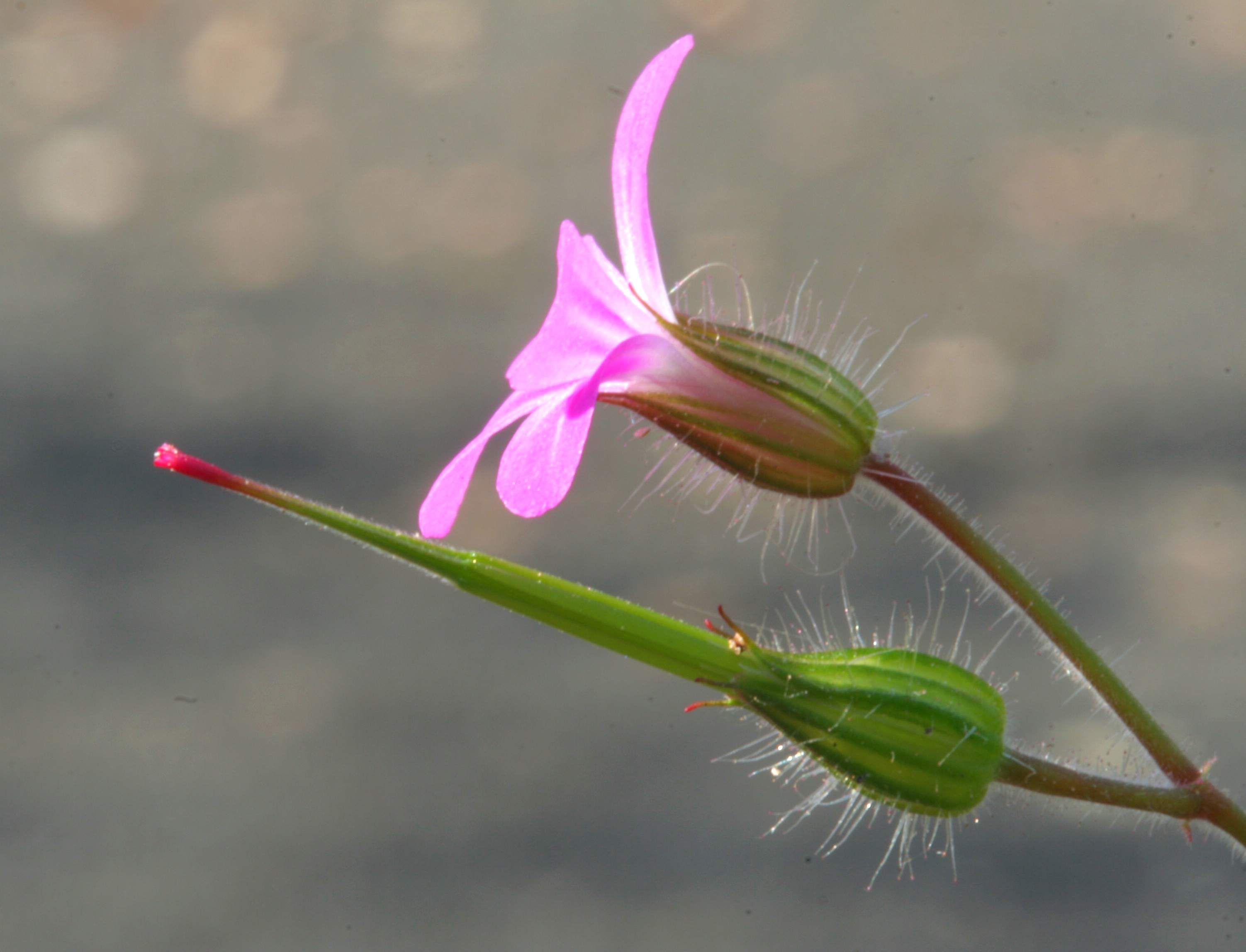
Geschnäbelte Frucht des Ruprechtskrauts (Geranium robertianum)

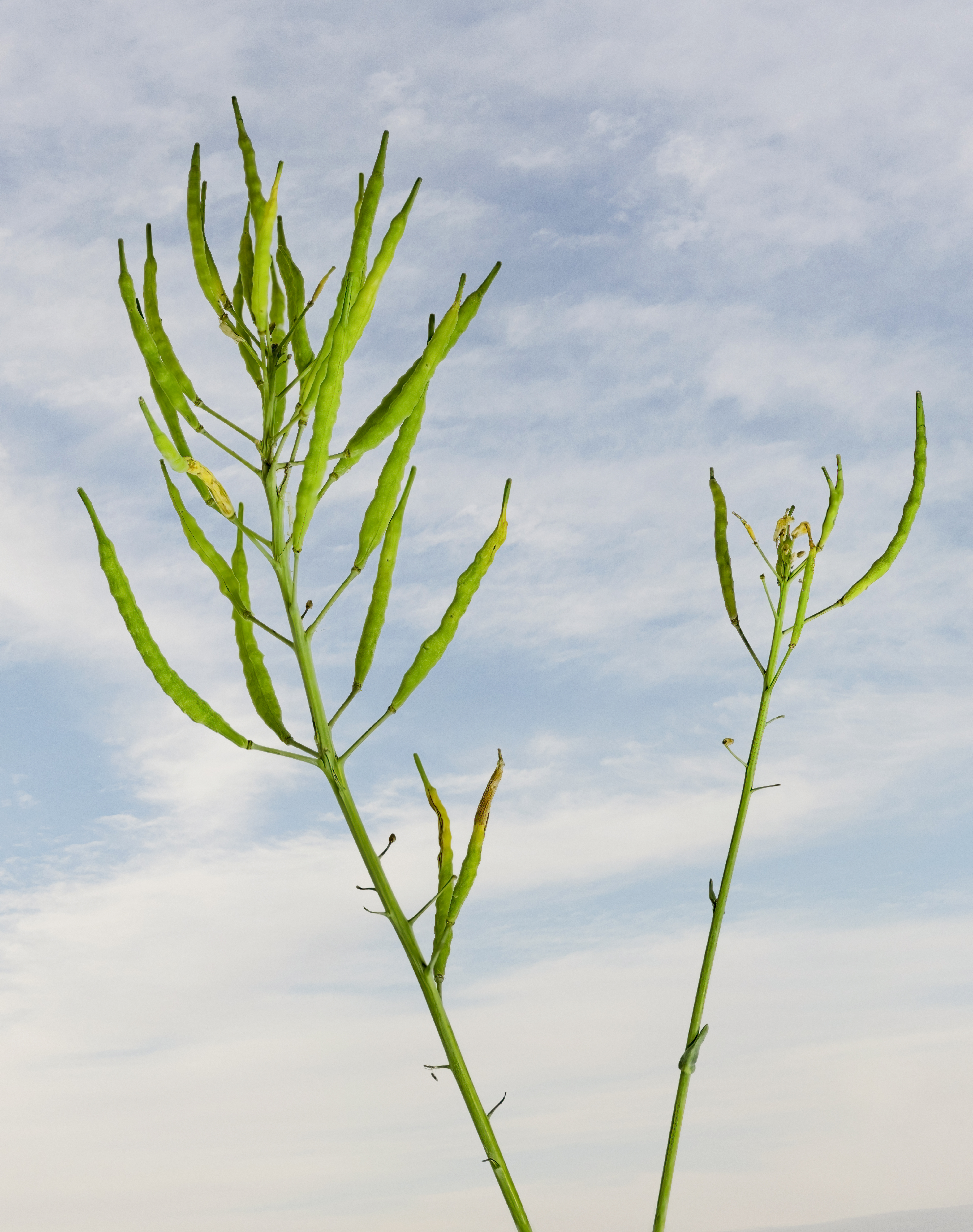
Geschnäbelte Raps-Früchte (Brassica napus)

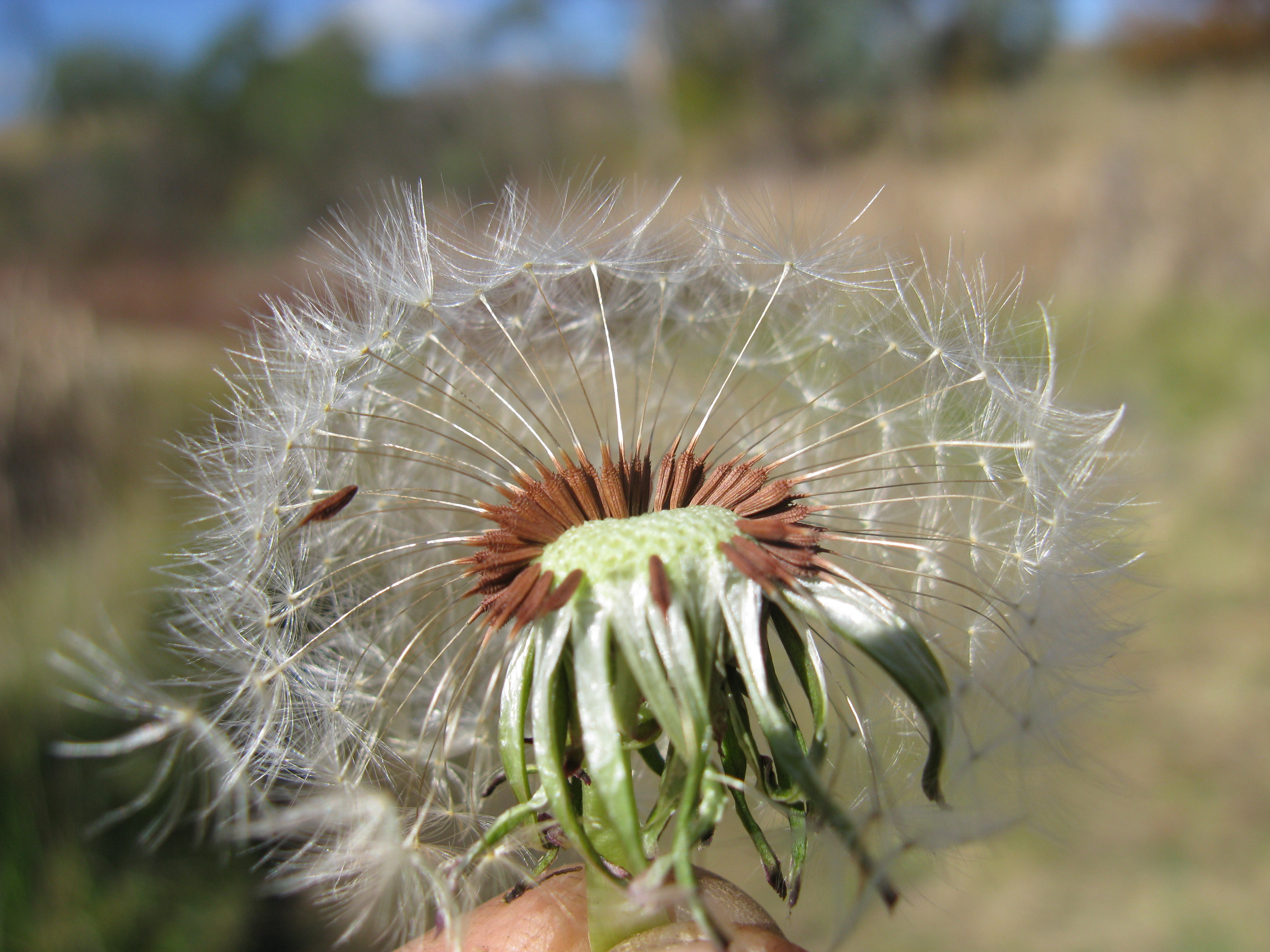
Geschnäbelte Achänen bei Taraxacum officinale

Der Begriff Schnabel oder Rostrum bezeichnet in der Botanik meist eine schnabelartig verschmälerte, eher gerade, meist starre und samenlose Verlängerung des Griffelabschnittes bei Früchten. Solche Bildungen treten vor allem bei einigen Kreuzblütlern (Brassicaceae) oder Doldenblütlern (Apiaceae), aber auch bei der Gattung Storchschnabel (Geranium) und bei einigen Achänen der Korbblütler (Asteraceae) auf. Auch bei Samen einiger Arten, wie beispielsweise bei Strophanthus, kann ein Schnabel ausgebildet sein.
Auch andere Blüten- oder Pflanzenteile wie das Schiffchen bei Schmetterlingsblüten, Antheren oder Narben können geschnäbelt sein.
Der Begriff wird ferner auch auf den bei manchen Moosarten schnabelförmig verlängerten Deckel der Kapsel (Kalyptra) angewandt. Lang geschnäbelte Kapseln besitzen beispielsweise Vertreter der Gattung Schönschnabelmoose (Eurhynchium).
Ist der Schnabel mehr gebogen, gekrümmt und hornartig, nennt man ihn auch Horn (Cornu).